# Ixora hainanensis
Ixora hainanensis är en måreväxtart som beskrevs av Elmer Drew Merrill. Ixora hainanensis ingår i släktet Ixora och familjen måreväxter. Inga underarter finns listade i Catalogue of Life.